# Lepas anatifera
Espèce
L’anatife commun (Lepas anatifera) est une espèce de crustacés cirripèdes.

## Description
Au stade final du développement, le capitulum, long de 4 à 5 cm, est composé de plusieurs plaques blanches, cinq en général, séparées par un intégument noir. La couleur du pédoncule varie de noir à rouge foncé et mesure de 4 à 85 cm. Le pédoncule se forme à partir des antennes de la forme larvaire. Les pattes deviennent des cirres qui filtrent l'eau et ramène périodiquement le plancton vers l'animal.
L'anatife commun vit dans les eaux de surface du cercle polaire jusqu'au tropique.

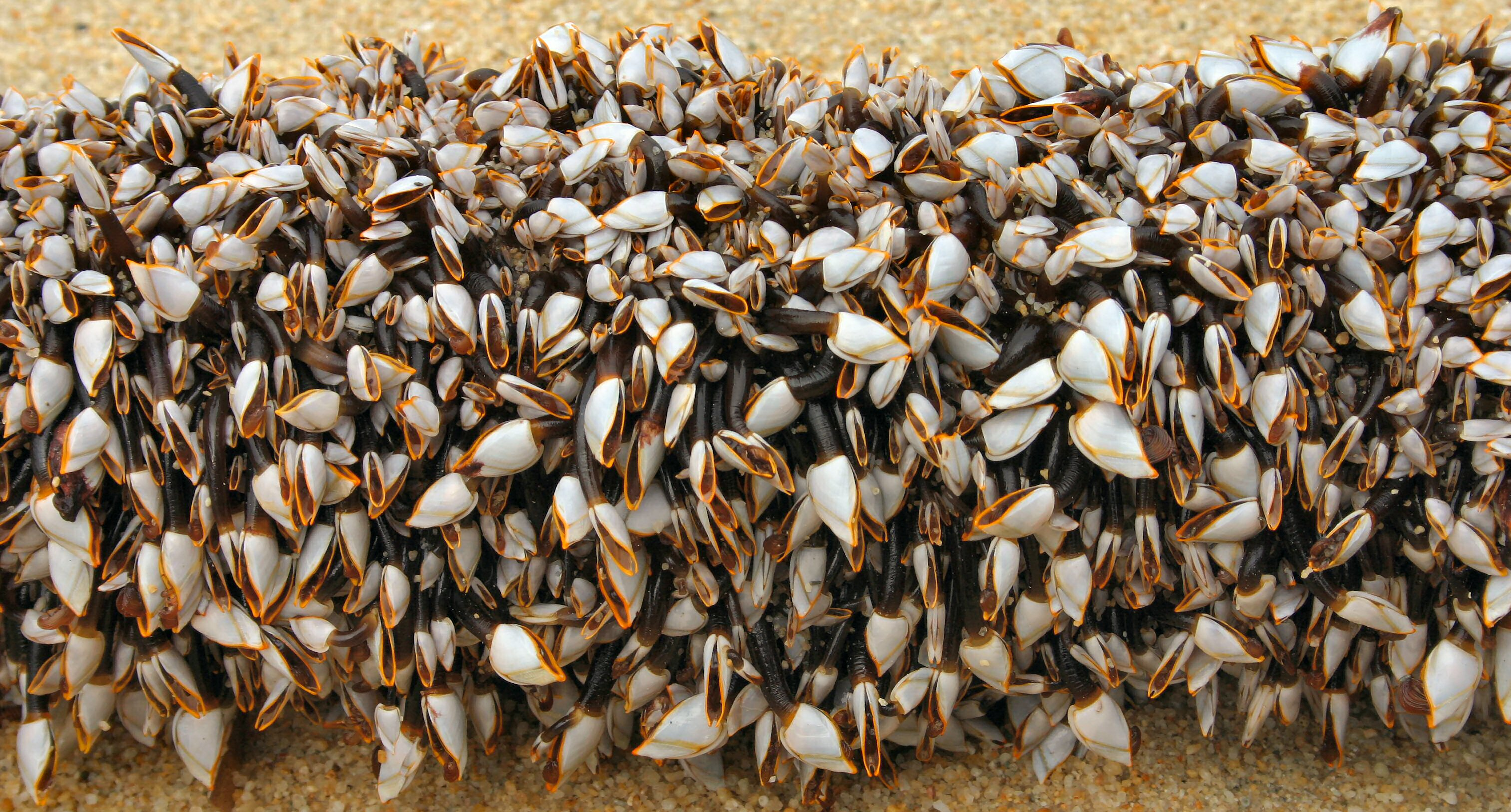
Anatifes, île de Ko Samui, Thaïlande
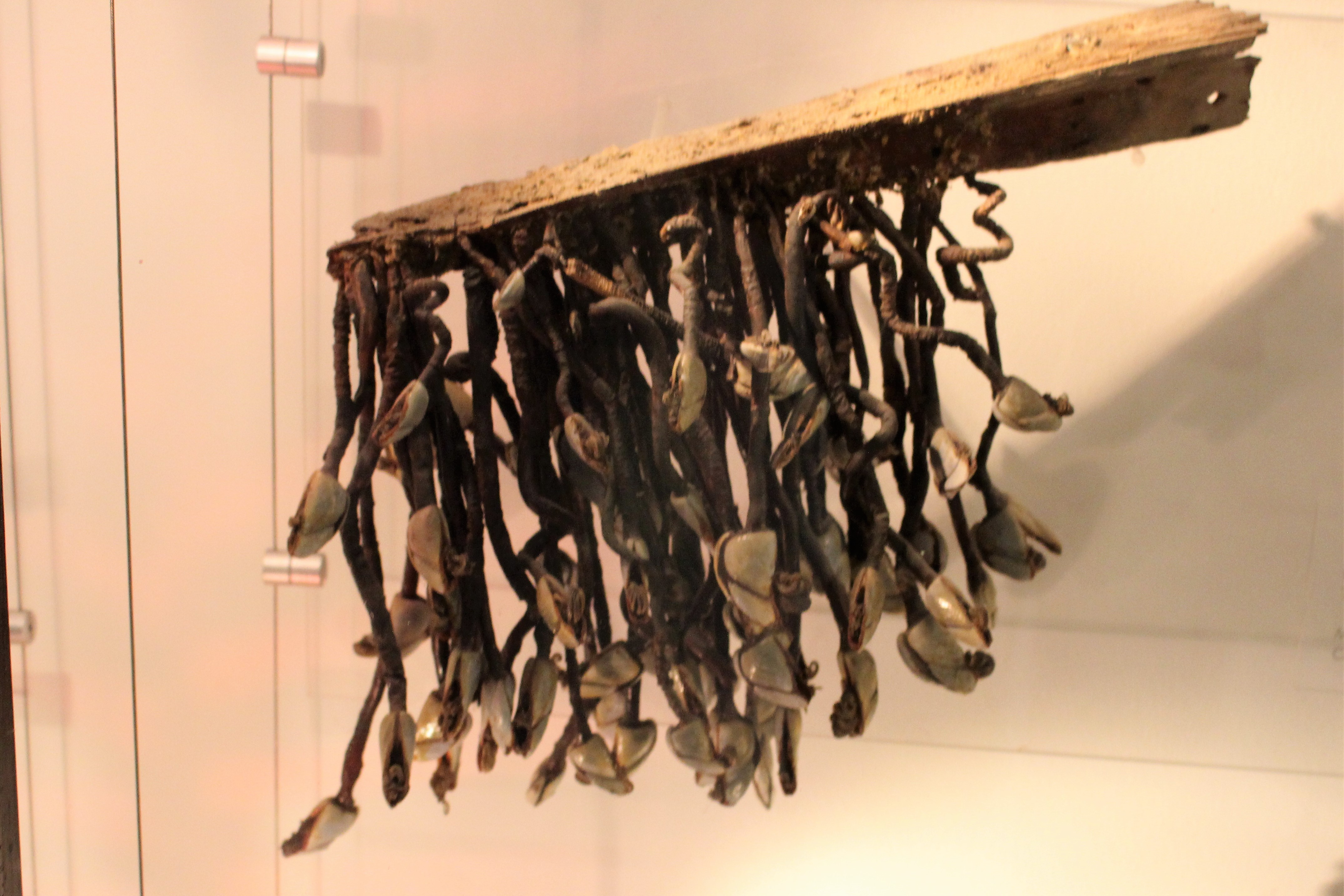
Anatifes accrochés à une pièce de bois, Musée d'Histoire Naturelle de Londres.
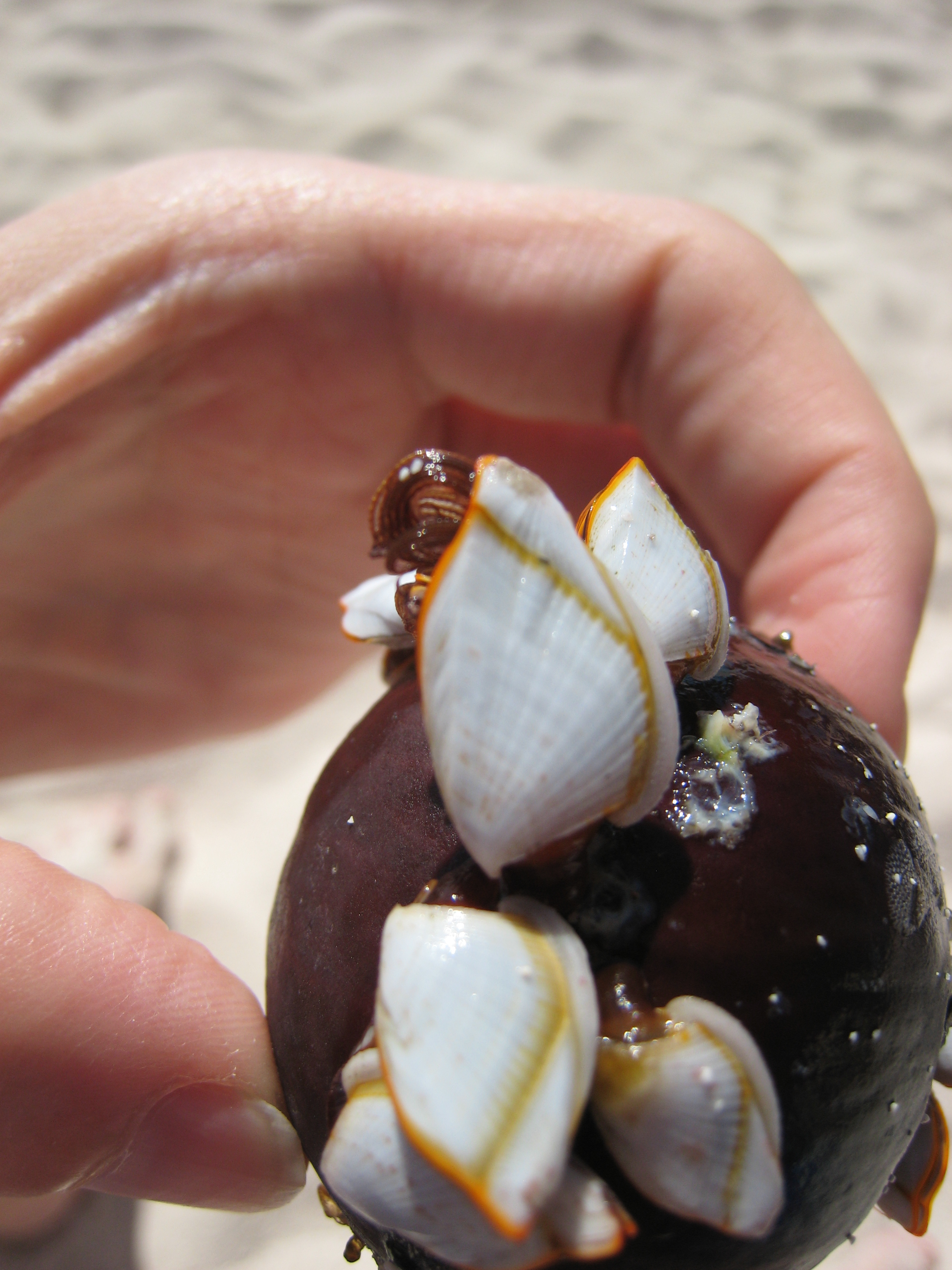
Anatifes sur une petite noix de coco, Mexique.
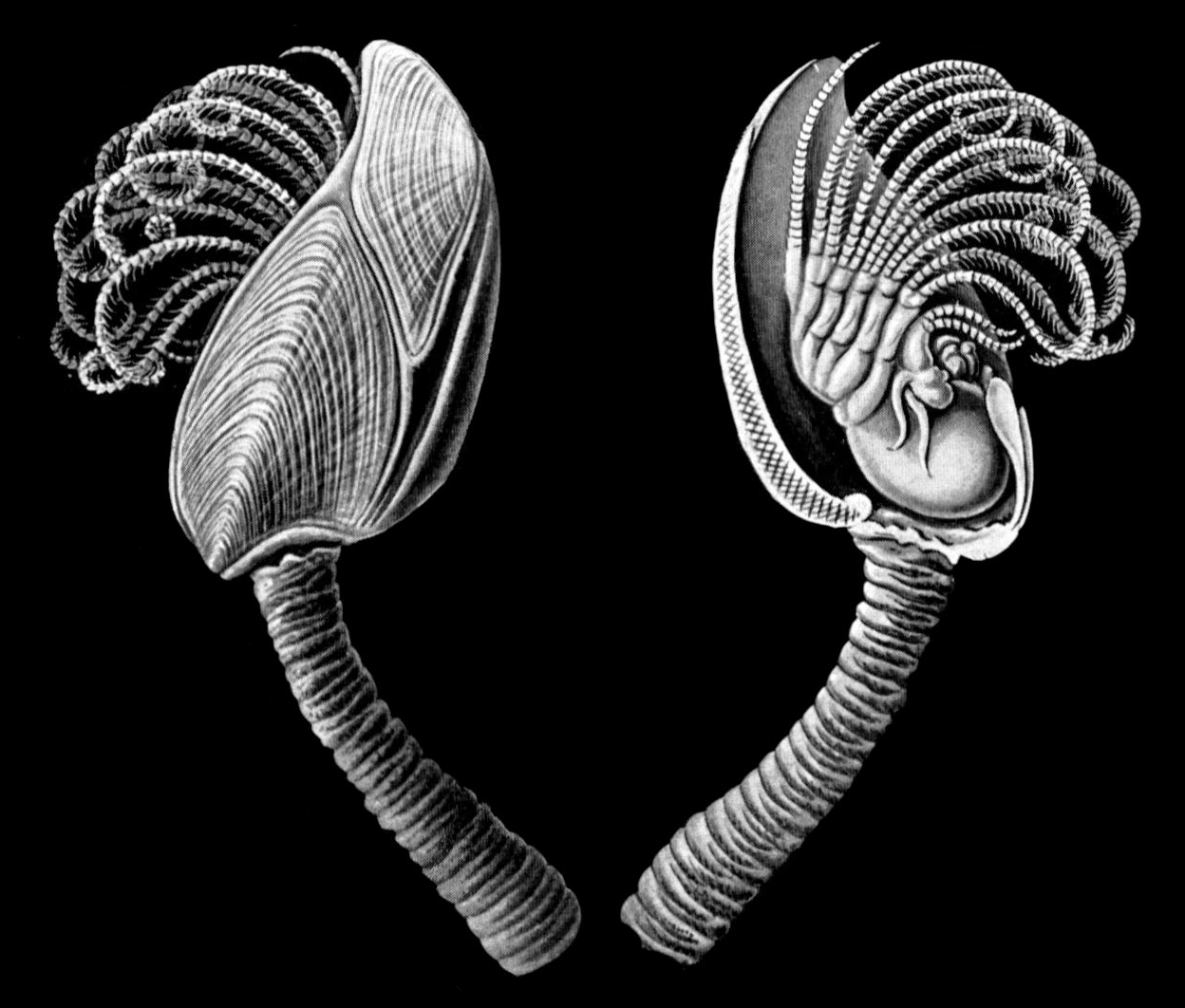
Dessins (entier et en coupe) par Ernst Haeckel

Les larves nagent librement ; les adultes se fixent avec leur pédoncule flexible aux algues, à la carapace des tortues ou à la coque des navires.

## Liste des sous-espèces
Selon WoRMS:
- sous-espèce Lepas anatifera anatifera Linnaeus, 1758

## Répartition et habitat
Lepas anatifera est originaire des mers tropicales et subtropicales mais les espèces qui se sont attachées à des objets ou des animaux marins peuvent se retrouver dans des mers plus froides. Il a été documenté en Norvège, aux îles Shetland, aux îles Féroé, en Islande et au Spitzberg.